# Boadilla del Camino
Boadilla del Camino – gmina w Hiszpanii, w prowincji Palencia, w Kastylii i León, o powierzchni 28,66 km². W 2011 roku gmina liczyła 113 mieszkańców.